# Otto Strützel

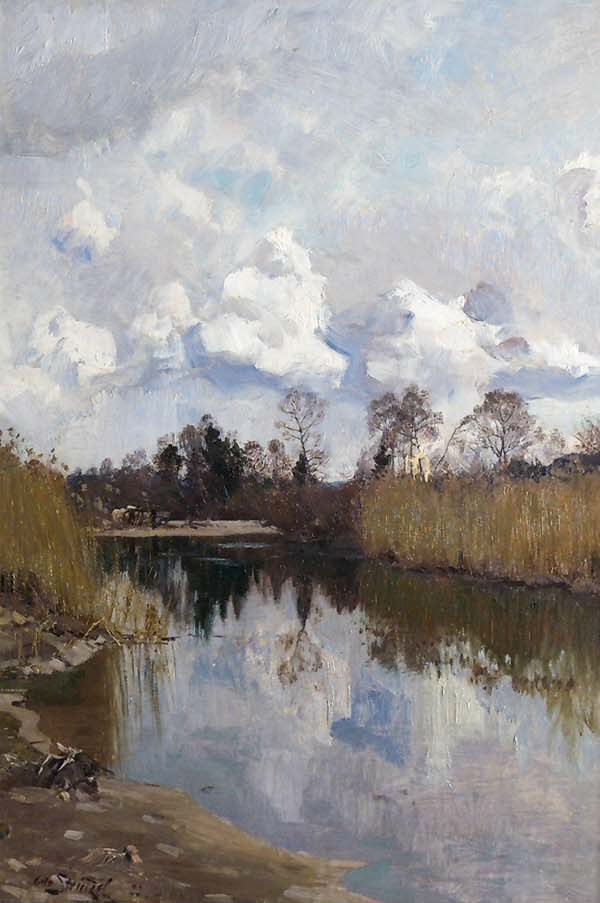
L'Isar, 1908

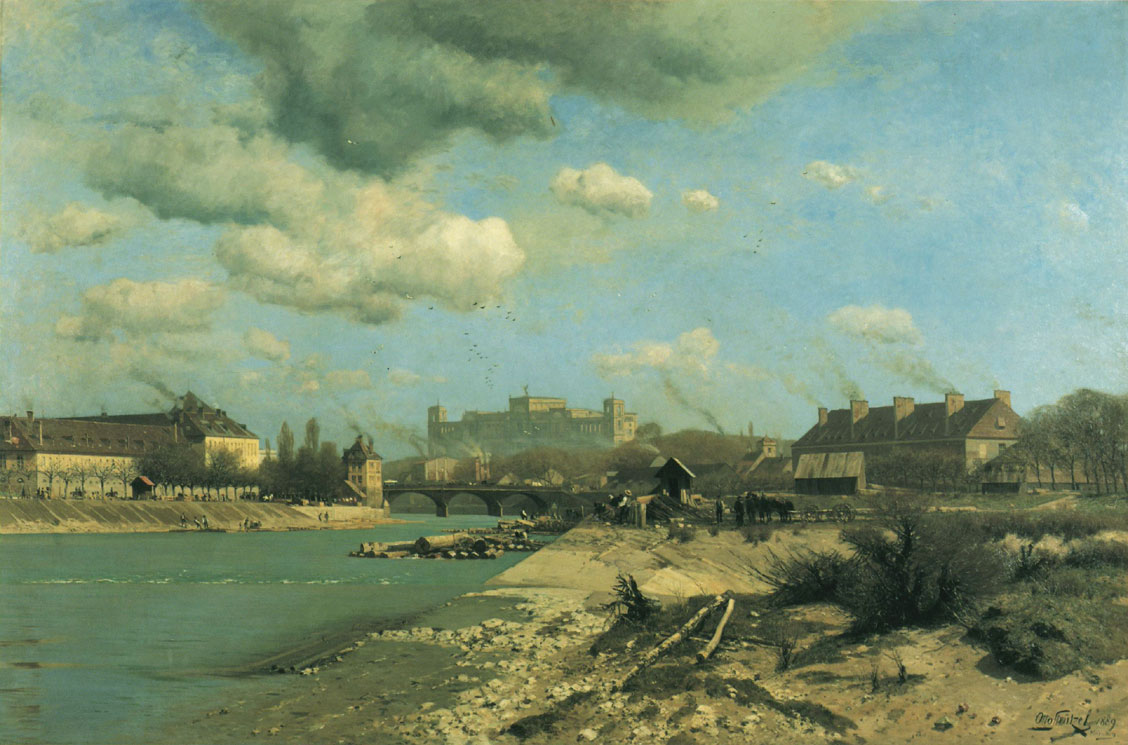
Le Ludwigsbrücke à Munich, 1889

Leopold Otto Strützel (né le 2 septembre 1855 à Dessau, mort le 25 décembre 1930 à Munich) est un peintre paysagiste et animalier allemand.

## Biographie
Il est le second enfant de Leopold Strützel, maître tailleur, qui encourage son talent de peintre animalier. Sa première peinture à l'huile connue date de 1869. Après la mort de son père en 1870, il réussit à gagner de l'argent par ses œuvres. Avec le soutien d'un directeur de banque, il entre en 1871 à l'école des beaux-arts de Leipzig. Ses voyages d'études l'amènent dans le Tyrol (1875), à Møn (1878) et dans le Harz (1879). Après son service militaire, il rejoint l'Académie des beaux-arts de Düsseldorf auprès de Carl Irmer et d'Eugen Dücker. L'été, dès 1880, il va à Willingshausen avec d'autres peintres.
En 1883, il présente sa première œuvre au Glaspalast de Munich, elle attire l'attention du peintre Heinrich von Zügel qui l'attire à Murrhardt. À l'occasion, il visite pour la première fois Dachau. À Düsseldorf, il se lie avec Hugo Mühlig, ils rapprochent tellement leurs peintures qu'on a peine pour les différencier.
En 1885, Strützel épouse la Suédoise Maria Ahlström, avec qui il a une fille, Asta. Le voyage de noces les amène à Brännö. Il s'installe ensuite à Munich et passe l'été à Dachau. Il voyage aussi dans le Gotland (1892), à Nancy (1906, 1907) et le lac de Constance (1906).

## Œuvre
Il peint notamment des paysages, dans lesquels on trouve des hommes et des animaux d'élevage. Ses principaux sujets sont le bœuf et le cheval, le laboureur, le berger avec son troupeau, les paysages de Dachau, des rives de l'Isar de Munich jusqu'au Benediktenwand.
Peu de temps après sa mort, en 1931, 61 de ses peintures sont détruites dans l'incendie du Glaspalast. Le catalogue établi par Horst Ludwig recense 773 œuvres.

## Source, notes et références
- (de) Cet article est partiellement ou en totalité issu de l’article de Wikipédia en allemand intitulé « Otto Strützel » (voir la liste des auteurs).